# Runcinia oculifrons
Runcinia oculifrons es una especie de araña cangrejo del género Runcinia, familia Thomisidae. Fue descrita científicamente por Strand en 1907.

## Distribución
Esta especie se encuentra en Madagascar.

## Tratamiento taxonómico
La especie aparece registrada y publicada en Diagnosen neuer Spinnen aus Madagaskar und Sansibar. Zoologischer Anzeiger 31: 725-748.